# Zykaíta
La zykaíta es un mineral arseniato de la clase de los minerales fosfatos, y dentro de esta pertenece al llamado “grupo de la sanjuanita-destinezita”. Fue descubierta en 1976 en Kutná Hora en la región de Bohemia (República Checa), siendo nombrada así en honor de Václav Zýka, científico checho. Un sinónimo es su clave: IMA1976-039.

## Características químicas
Es un arseniato hidratado de hierro con aniones adicionales de hidroxilo y sulfato. El grupo de la sanjuanita-destinezita al que pertenece son todos arseniatos y fosfatos que tienen aniones adicionales de hidroxilo y sulfato.
Químicamente relacionada con la bukovskýita ((Fe3+)2(AsO4)(SO4)(OH)·7H2O).

## Formación y yacimientos
Se forma como producto de la alteración de arsenopirita y de pirita, en antiguos lavaderos de las minas.
Suele encontrarse asociado a otros minerales como: kankita, escorodita, pitticita, limonita, arsenopirita, yeso o cuarzo.